# 2009 en République centrafricaine
Cet article présente les faits marquants de l'année 2009 en République centrafricaine.

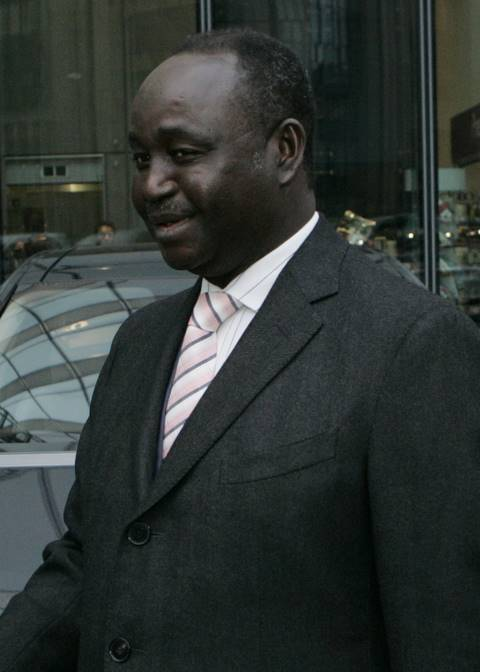
François Bozizé (octobre 2007).

## Évènements

### Janvier
- Dimanche 18 janvier 2009 : le président François Bozizé renvoie le gouvernement dirigé par le premier ministre Faustin-Archange Touadéra depuis janvier 2008.

### Février
- Samedi 21 février 2009 : le Mouvement des libérateurs centrafricains pour la justice (MLCJ) et le Front démocratique du peuple centrafricain (FDPC) dirigé par Abdoulaye Miskine, mènent une attaque conjointe contre la ville de Batangafo, à 500 km au nord de Bangui, qui va provoquer des déplacements de populations et des pillages.

### Mars
- Mardi 3 mars 2009 : le Mouvement des libérateurs centrafricains pour la justice (MLCJ), rébellion qui a signé un accord de paix avec le gouvernement et a participé au forum sur la paix en République centrafricaine en décembre, « reprend les armes », affirme son chef, le capitaine Abakar Sabone.

### Avril
- Dimanche 12 avril 2009 : de graves affrontements entre des commerçants et des éleveurs peulhs pour du bétail causent la mort d'au moins 20 personnes et de nombreuses autres ont été grièvement blessés. Les victimes ont été tuées par balle, à l'arme blanche ou par des flèches. Les affrontements ont commencé sur le marché au bétail à la sortie nord de la capitale en raison d'un différend concernant 170 bœufs volés par des malfaiteurs (zaraguinas) et récupérés par des groupes de défense. Des commerçants voulaient vendre les bêtes alors que les représentants des éleveurs voulaient en récupérer au moins une partie.

### Mai
- Vendredi 29 mai 2009 : le chef de la délégation de la Commission européenne en République centrafricaine, Jean-Claude Esmieu, a été prié par le gouvernement de quitter Bangui pour avoir tenu des propos « peu conformes » à la diplomatie.

### Juin
- Samedi 6 juin 2009 : une attaque par des hommes armés, à Bira (nord-est), contre les ex-rebelles d'un mouvement engagé dans le processus de paix, cause la mort de près de 30 personnes.

- Jeudi 11 juin 2009 : un collaborateur centrafricain du Comité international de la Croix-Rouge est tué par des « hommes armés » dans la ville de Birao (nord-est). Les circonstances de la mort de l'employé ne sont pas encore connues : L’accroissement des tensions dans la région ces dernières semaines et une attaque lancée contre Birao le 6 juin par un groupe d'hommes armés ont compliqué la tâche du CICR et d'autres organisations humanitaires […] Le CICR craint que la recrudescence de la violence ne frappe lourdement la population locale. Le CICR est présent depuis 2007 à Birao, où il porte assistance aux personnes touchées par le conflit[1].

- Vendredi 12 juin 2009 : des combats ont opposé des troupes de l'armée à celles du mouvement rebelle de la CPJP à Ndélé (nord-ouest). 2 militaires et 24 rebelles auraient trouvé la mort.

- Dimanche 21 juin 2009 : des hommes armés venus « de la frontière avec le Soudan » ont attaqué à Birao (nord-est), un site occupé par des gardes de l'Union des forces démocratiques pour le rassemblement (UFDR), une ex-rebellion engagée dans le processus de paix en cours en Centrafrique, 2 semaines après un autre assaut, le 6 juin. Les combats ont fait « 10 morts dans les rangs des assaillants », « 3 blessés dans les rangs de l'UFDR » et 3 autres blessés parmi les civils[2].

### Juillet
- Mardi 7 juillet 2009 : la Croix-Rouge centrafricaine déclare avoir recensé à Bangui, 1 524 familles pour 10 813 personnes sans-abri dont 4 767 enfants, depuis mi-juin à la suite des inondations consécutives à des pluies torrentielles. Les inondations affectent quatre des huit arrondissements de Bangui, la plupart des quartiers concernés sont confrontés à des problèmes liés à une urbanisation rapide et anarchique. Ils manquent notamment de système d'évacuation des eaux ou leurs collecteurs d'eaux sont régulièrement obstrués par des ordures ménagères. Les inondations sont devenues récurrentes ces dernières années à Bangui, avec de fortes précipitations lors de la saison des pluies qui dure normalement de juin à novembre[3].

- Vendredi 31 juillet 2009 : selon des ONG humanitaires, au moins 10 personnes ont été tuées depuis mi-juillet dans le sud-est de la Centrafrique lors d'attaques de la rébellion ougandaise de la LRA venue de la République démocratique du Congo (RDC) voisine.

### Août
- Mardi 11 août 2009 : l'Armée populaire pour la restauration de la démocratie (APRD), dirigée par l'ancien ministre de la Défense, Jean-Jacques Démafouth, met en garde civils et militaires contre tout déplacement autour de Paoua pendant le déplacement du président François Bozizé, jeudi pour la fête nationale. L'APRD est l'une des principales rébellions à avoir adhéré au processus de paix entamé en 2008 et qui est actuellement au stade du recensement des combattants dans le cadre du programme de Démobilisation, Désarmement et Réinsertion (DDR). Pendant le processus de paix, les positions de l'armée et des rébellions sur le terrain sont théoriquement gelées et les deux camps doivent éviter des contacts. Sept des huit communes de la sous-préfecture mais pas la ville de Paoua sont sous contrôle de l'APRD qui a tenté sans succès de la prendre à plusieurs reprises entre 2006 et 2008[4].

- Jeudi 27 août 2009 : l'ex-président Ange-Félix Patassé (1999-2003), exilé à Lomé (Togo) depuis mars 2003, annonce son retour en Centrafrique : « Le temps est venu pour que je regagne mon pays natal, où le peuple  m'attend ». Il avait été renversé par l'actuel chef de l'État, François Bozizé, le 15 mars 2003. Son ancien parti, le Mouvement de libération du peuple centrafricain (MLPC), a investi en juin l'ex-premier ministre Martin Ziguélé pour l'élection présidentielle  de 2010[5].

### Septembre
- Vendredi 25 septembre 2009 : deux employés centrafricains de l'ONG italienne Cooperazione internationale (Coopi) ont péri dans l'attaque de leur véhicule par des rebelles de l'Armée de résistance du seigneur (LRA), entre M'boki et Obo dans le sud-est.

### Novembre
- Dimanche 22 novembre 2009 : deux travailleurs humanitaires français de l'ONG « Triangle » sont enlevés dans la soirée à Birao (nord-est) par une vingtaine d'hommes armés qui « parlaient arabe ». « Ils ont aussi essayé d'enlever une sage-femme [de l'ONG] du Comité d'aide médicale […] Ils ont aussi pris trois voitures et une moto aux ONG ». De source proche des militaires tchadiens, les ravisseurs auraient trouvé refuge au Soudan. Il s'agit de la troisième fois où des membres d'ONG sont enlevés[6].

- Jeudi 26 novembre 2009 : des rebelles de la Convention des Patriotes pour la Justice et la Paix (CPJP) lance une attaque contre la ville de Ndélé protégée par un détachement de l'armée centrafricaine et où se trouvent des travailleurs humanitaires. Une « quinzaine » de personnes, dont deux soldats centrafricains, sont tués lors de la prise de Ndélé par la rébellion.

- Vendredi 27 novembre 2009 : « Le détachement des forces armées basé à Ndélé a organisé une riposte vendredi en fin d'après-midi, appuyé par cinq contingents venus en renfort de Bangui », ce qui « a permis de mettre en déroute les rebelles qui avaient assiégé la ville jeudi ». « Les combats n'ont pas duré parce que les rebelles avaient déjà commencé à quitter Ndélé par petits groupes ». « La population et les humanitaires sont en sécurité, mais les éléments des Faca ont procédé et continuent à opérer un ratissage dans toute la ville et ses environs »[7].